# لوكاس نميشا
لوكاس نميشا (بالإنجليزية: Lukas Nmecha)‏ (مواليد 14 ديسمبر 1998) هو لاعب كرة قدم ألماني-إنجليزي يلعب كمهاجم في نادي رويال أندرلخت على سبيل الإعارة.

## روابط خارجية
- لوكاس نميشا على موقع الاتحاد الأوربي (الإنجليزية)
- لوكاس نميشا على موقع إي إس بي إن إف سي (الإنجليزية)
- لوكاس نميشا على موقع قاعدة بيانات كرة القدم.إي يو (الإنجليزية)
- لوكاس نميشا على موقع بيانات كرة القدم. دي إي (الألمانية)
- لوكاس نميشا على موقع ليكيب (الفرنسية)
- لوكاس نميشا على موقع ناشيونال فوتبول تيمز (الإنجليزية)
- لوكاس نميشا على موقع Soccerbase.com (لاعب) (الإنجليزية)
- لوكاس نميشا على موقع Soccerway.com (الإنجليزية)
- لوكاس نميشا على موقع عالم كرة القدم.نت (الإنجليزية)